# Hypotrachyna pustulifera
Hypotrachyna pustulifera är en lavart som först beskrevs av Hale, och fick sitt nu gällande namn av Skorepa. Hypotrachyna pustulifera ingår i släktet Hypotrachyna och familjen Parmeliaceae.   Inga underarter finns listade i Catalogue of Life.